# Hull (Georgia)
Hull è una città degli Stati Uniti d'America, situata in Georgia, nella Contea di Madison.